# Langona minima
Langona minima là một loài nhện trong họ Salticidae.
Loài này thuộc chi Langona. Langona minima được Lodovico di Caporiacco miêu tả năm 1949.